# برآوینا
برآوینا (به لاتین: Beravina) یک منطقهٔ مسکونی در ماداگاسکار است که در بخش مورافنوبه واقع شده‌است. برآوینا ۳٬۰۰۰ نفر جمعیت دارد و ۲۷۹ متر بالاتر از سطح دریا واقع شده‌است.